# Protoarmeni
El protoarmeni és una etapa primerenca, no verificada, de l'armeni, que ha estat reconstruïda pels lingüistes. Atès que l'armeni és l'única llengua coneguda de la seva branca en les llengües indoeuropees, no es pot fer servir el mètode comparatiu per reconstruir-ne les etapes primerenques. En lloc d'això, una combinació de reconstrucció interna i reconstrucció externa, mitjançant les reconstruccions del protoindoeuropeu i altres branques, ha permès als lingüistes armar la història anterior de l'armeni.

## Definició
Atès que el protoarmeni no és l'ancestre comú de diverses llengües relacionades, sinó sols d'una única llengua, no hi ha una definició clara del terme. Generalment es proposa que inclou una varietat d'etapes ancestrals de l'armeni entre el temps del protoindoeuropeu fins a les primeres manifestacions de l'armeni antic. Consegüentment, no és una protollengua en el sentit estricte, tot i que el terme «protoarmeni» ha esdevingut comú en aquest camp de tota manera.
El testimoni més primerenc de l'armeni data del segle V (la traducció de la Bíblia de Mesrop Maixtots). La història anterior de la llengua no està clara i és motiu d'una gran especulació. És clar que l'armeni és una llengua indoeuropea, però el seu desenvolupament és un tema opac. En qualsevol cas, l'armeni té moltes capes de manlleus i mostra traces d'un llarg contacte amb l'hurrourartià, el grec i les llengües indoiranianes.

## Desenvolupament
Els canvis de sons del protoarmeni són variats i excèntrics (com ara *dw- produint erk-), i en molts casos incerts. Per aquesta raó, l'armeni no fou reconegut immediatament com una branca indoeuropea de propi dret, i es va suposar que era simplement un membre molt excèntric de les llengües iranianes abans que Johann Heinrich Hübschmann n'establís el caràcter independent en la seva publicació de 1874.
Les oclusives sordes del protoindoeuropeu són aspirades en el protoarmeni, una circumstància que donà lloc a una versió ampliada de la teoria glotal, que postula que aquesta aspiració pot haver estat subfonemàtica ja en el protoindoeuropeu. En certs contextos, aquestes oclusives sordes es redueixen encara més a w, h o zero en l'armeni (protoindoeuropeu *pots, armeni otn, grec pous 'peu'; protoindoeuropeu treis, armeni erekʿ, grec treis 'tres').
| « | Els armenis, d'acord amb Diakonoff, són doncs una amalgama dels hurrites (i els urartians), els luvi i els muskhi. Després d'arribar al seu territori històric, el protoarmeni apareixeria rebent una influència massiva per part de les llengües que eventualment reemplaçaria. La fonologia armènia, per exemple, sembla haver estat afectada de manera important per l'urartià, cosa que suggereix un període llarg de bilingüisme. | » |

Greppin (1991) identifica 16 paraules d'armeni antic possiblement amb etimologia hurrourartiana:
agarak 'camp' de l'hurri awari 'camp';
astem 'revelar el propi ancestre' de l'hurri asti 'dona, esposa';
art 'camp' de l'hurri arde 'ciutat';
xnjor 'poma' de l'hurri hinz-ore 'poma';
kut 'gra' de l'hurri kade 'ordi' (rebutjat per Diakonoff);
maxr 'pi' de l'hurri mahir 'avet, ginebre';
salor 'pruna', en l'arcadi salluru 'pruna', se sospita que d'origen hurri.
tarma-ǰur 'aigua de font' de l'hurri tarmani 'font (en general)';
arciw 'àliga' de l'urartià Arsiba, un nom propi amb el significat suposat d''àliga';
xarxarel 'destruir' de l'urartià harhar-s- 'destruir';
caṙ 'arbre' de l'urartià sare 'jardí';
cov 'mar' de l'urartià sue 'mar';
ułt 'camell' de l'urartià ultu 'camell';
pełem 'excavar' de l'urartià pile 'canal' (rebutjat per Diakonoff);
san 'tetera' de l'urartià sane 'tetera, olla';
sur 'espasa', de l'urartià sure 'espasa' (considerat dubtós per Diakonoff).